# Нидерзимменталь (округ)
Нидерзимменталь (нем. Bezirk Niedersimmental) — бывший округ в Швейцарии. Центр округа — город Виммис. Округ входил в кантон Берн.
Существовал до 2009 года. С 2010 года коммуны округа вошли в новые округа:
- Нидерштоккен, Оберштоккен и Ройтиген - в Тун,
- остальные коммуны — в Фрутиген-Нидерзимменталь.

## Коммуны округа
| Герб         | Коммуна      | Население (2007) | Площадь км² | Официальный код |
| ------------ | ------------ | ---------------- | ----------- | --------------- |
| Дерштеттен   | Дерштеттен   | 867              | 32,8        |                 |
| Димтиген     | Димтиген     | 2119             | 130,0       |                 |
| Эрленбах     | Эрленбах     | 1735             | 36,7        |                 |
| Нидерштоккен | Нидерштоккен | 285              | 5,5         |                 |
| Оберштоккен  | Оберштоккен  | 267              | 4,1         |                 |
| Обервиль     | Обервиль     | 835              | 46,0        |                 |
| Ройтиген     | Ройтиген     | 925              | 11,3        |                 |
| Шпиц         | Шпиц         | 12 339           | 16,8        |                 |
| Виммис       | Виммис       | 2274             | 22,3        |                 |
|              | Итого (9)    | 21 646           | 305,5       |                 |